# جیلیان لویدن
جیلیان لویدن (به انگلیسی: Jillian Loyden) (زاده ۲۵ ژوئن ۱۹۸۵ - وینلند نیوجرسی) بازیکن تیم ملی فوتبال زنان آمریکا است.
وی در پست دروازه‌بان بازی می‌کند. او قبلاً برای تیم شیکاگو رد استارس (به انگلیسی:Chicago Red Stars) در لیگ برتر زنان ایالات متحده (WPS) بازی می‌کرد. در حال حاضر او برای تیم مجیک جک بازی می‌کند.